# Lebiasina narinensis
Lebiasina narinensis är en fiskart som beskrevs av Ardila Rodríguez 2002. Lebiasina narinensis ingår i släktet Lebiasina och familjen Lebiasinidae. Inga underarter finns listade i Catalogue of Life.